# Graneros (Chili)
Graneros is een gemeente in de Chileense provincie Cachapoal in de regio Libertador General Bernardo O'Higgins. Graneros telde 33.437 inwoners in 2017 en heeft een oppervlakte van 113 km².

## Geboren
- Gabriel Mendoza (1968), Chileens voetballer

- Library of Congress Control Number: n94075057
- MusicBrainz: 1a3046da-a132-418b-b840-bf4e9c468cee
- Nationale Bibliotheek van Israël: 987007531049005171
- Virtual International Authority File: 158430031
- WorldCat: E39PBJjdj4XqrWFCGwjP7d6Myd